# Sonate K. 448
Pour la sonate de Mozart, voir Sonate pour deux pianos (Mozart).
La sonate K. 448 (F.394/L.485) en fa dièse mineur est une œuvre pour clavier du compositeur italien Domenico Scarlatti.

## Présentation
La sonate K. 448, en fa dièse mineur, est notée Allegro. Il s'agit de l'une des rares sonates de Scarlatti de cette tonalité, dont le caractère dramatique qui lui est attribué peut avoir influencé l'opus 25 no 5 de Clementi ainsi que les sonates de Hummel (op. 81) et Schumann.

## Manuscrits
Le manuscrit principal est le numéro 31 du volume X de Venise (1755), copié pour Maria Barbara ; les autres sont Parme XII 27 et Münster II 44.

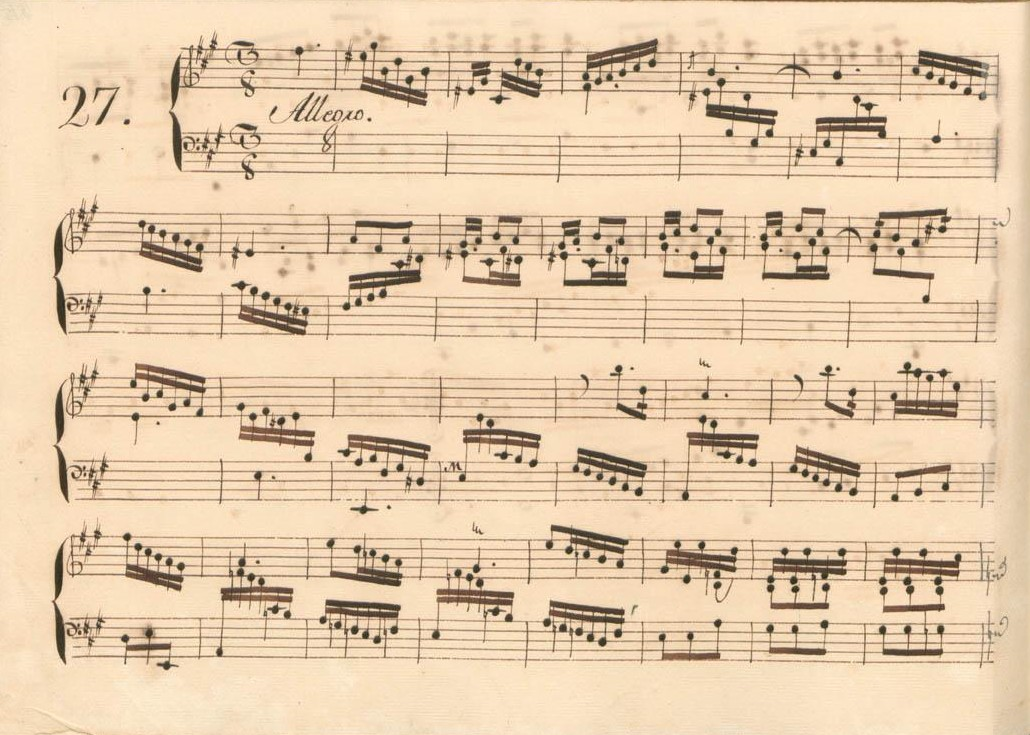
Parme XII 27.
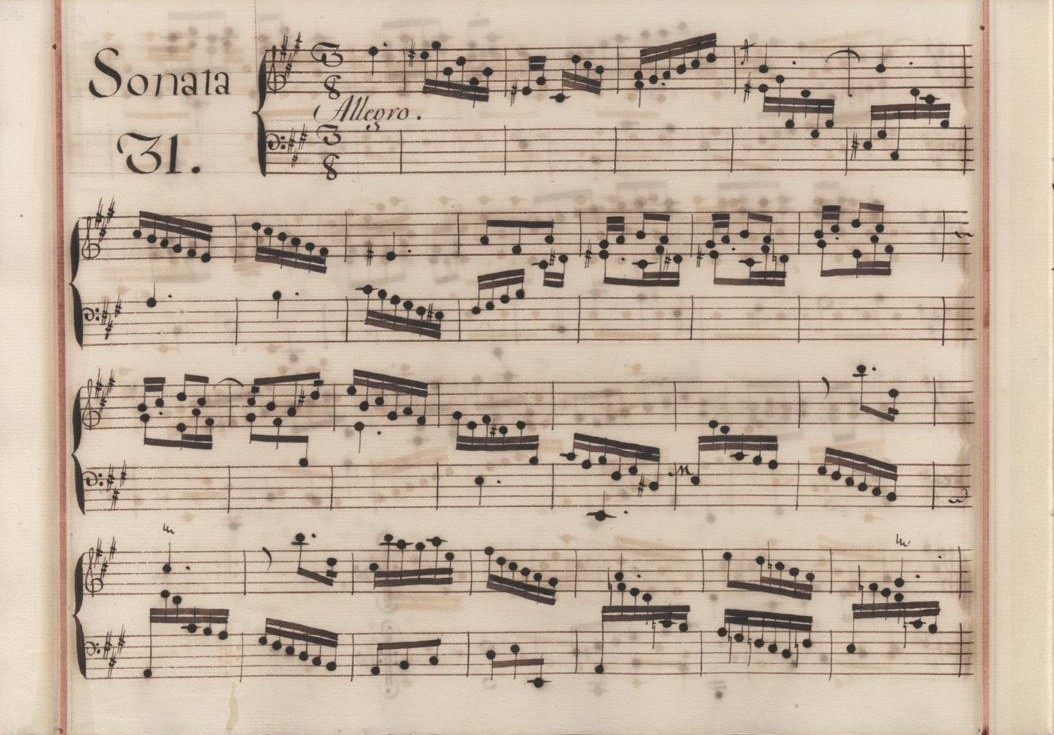
Venise X 31.
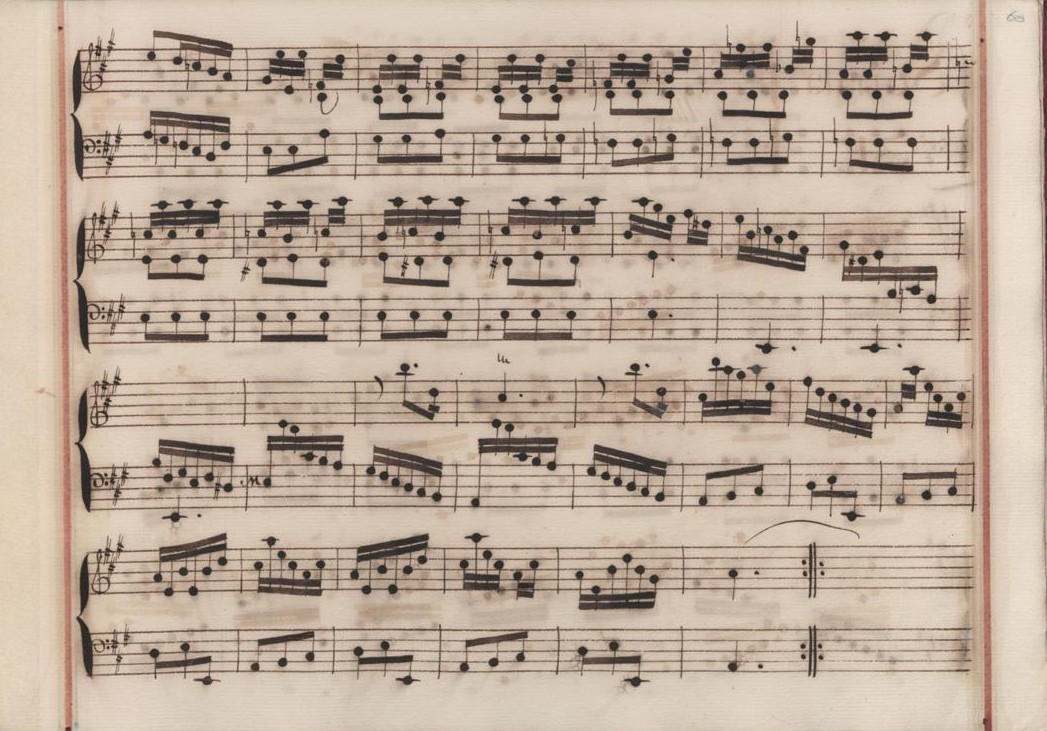
Venise X 31 (fin de la première section)

## Interprètes
La sonate K. 448 est défendue au piano notamment par Ievgueni Soudbine (2004, BIS), Orion Weiss en 2013 (Naxos, vol. 15) et Carlo Grante (2016, Music & Arts, vol. 5) ; au clavecin par Scott Ross (1985, Erato), Ewald Demeyere (Accent), Richard Lester (2003, Nimbus, vol. 4), Pieter-Jan Belder (Brilliant Classics) et Frédérick Haas (2016, Hitasura).

## Sources
: document utilisé comme source pour la rédaction de cet article.
- Ralph Kirkpatrick (trad. de l'anglais par Dennis Collins), Domenico Scarlatti, Paris, Lattès, coll. « Musique et Musiciens », 1982 (1re éd. 1953 (en)), 493 p. (ISBN 978-2-7096-0118-4, OCLC 954954205, BNF 34689181).
- Alain de Chambure, « Domenico Scarlatti : Intégrale des sonates — Scott Ross », Erato (2564-62092-2), 1985 (OCLC 891183737) .
- (en) Carlo Grante, « Domenico Scarlatti, intégrale des sonates pour clavier (vol. 5) », Music & Arts (CD-1294), 2017 (OCLC 1079366528) .